# Chinese National Football League
Die Chinese National Football League (CNFL) wurde 2013 als American Football League of China (AFLC) gegründet und ist die höchste Liga für  American-Football in der Volksrepublik China. Im Jahr 2019 wurde die AFLC in CNFL umbenannt.

## Geschichte
Die American Football League of China wurde 2013 von zwei ehemaligen College-Football-Spielern gegründet. Die Liga begann mit acht Teams, vier im Norden und vier im Süden, aufgeteilt in zwei Divisionen. Die Sieger der Divisionen traten am Ende der Saison im Spiel um die Meisterschaft gegeneinander an. Man einigte sich, dass pro Mannschaft maximal fünf Ausländer gleichzeitig auf dem Feld stehen. Erster Meister wurden die Chongqing Dockers.
2014 stieg die Anzahl der Mannschaften auf zwölf, weshalb die Teams in drei Divisionen zu je vier Teams aufgeteilt wurden: North, East und South. Die Meisterschaft gewannen die Shanghai Nighthawks.
2015 reduzierte sich die Teilnehmerzahl durch den Austritt mehrerer Mannschaften, welche die Konkurrenzliga China Bowl Alliance gründeten. Bei nun zehn Mannschaften führte die Liga ein neues Play-off-System ein. Alle Mannschaften nahmen teil, wobei die ersten sechs automatisch für das Viertelfinale qualifiziert waren, während die letzten vier eine zusätzliche Runde um die verbliebenen zwei Plätze spielen. Sieger wurden die Shanghai Warriors, welche im Finale die Shanghai Nighthawks mit 37:30 besiegten.
2016 traten 14 Mannschaften in der Liga an. Aufgrund des Zuwachses wurde die Liga erneut in drei Divisionen geteilt: East (drei Play-off-Plätze), West (zwei Play-off-Plätze) und South (drei Play-off-Plätze). Meister wurden die Shanghai Titans nach einem 28:6-Sieg über die Nighthawks.
2017 wurde nach dem Beitritt fünf neuer Mannschaften und dem Austritt der Dockers eine vierte Division, die AFLC North, eingeführt.
Im Jahr 2019 entschied die Organisation die Liga in Chinese National Football League (CNFL) umzubenennen.

## Mannschaften
| Nord | West | Süd | Ost |
| --- | --- | --- | --- |
| - Beijing Barbarians - Beijing Cyclones - Changchun Ice Breakers - Harbin Siberian Tigers - Qingdao Conquerors - Shenyang Hunters | - Chengdu Pandaman - Jinan Mammoths - Shijiazhuang Liberators - Wuhan Red Flame - Xi’an Panthers - Xuzhou Lynx | - Guangzhou Apaches - Guangzhou Goats - Hongkong Warhawks - Nanchang Lancers - Shenzhen Buffaloes - Shenzhen KunPeng | - Hangzhou Smilodons - Shanghai Nighthawks - Shanghai Titans - Shanghai Warriors - Shanghai Wolves - Suzhou Blue Knights |

## Chinesische Meisterschaft
| Saison  | Datum         | Meister             | Ergebnis | Vizemeister         |
| ------- | ------------- | ------------------- | -------- | ------------------- |
| 2013/14 | 12. Jan. 2014 | Chongqing Dockers   | 24:16    | Shanghai Warriors   |
| 2014    | 14. Dez. 2014 | Shanghai Nighthawks | 28:26    | Shanghai Titans     |
| 2015/16 | 16. Jan. 2016 | Shanghai Warriors   | 37:30    | Shanghai Nighthawks |
| 2016/17 | 14. Jan. 2017 | Shanghai Titans     | 28:06    | Shanghai Nighthawks |
| 2017/18 | 13. Jan. 2018 | Shanghai Warriors   | 30:20    | Shanghai Titans     |
| 2018/19 | 12. Jan. 2019 | Shanghai Warriors   | 40:34    | Shanghai Titans     |
| 2019/20 | 11. Jan. 2020 | Wuhan Berserkers    | 36:13    | Shanghai Titans     |
| 2020/21 | 9. Jan. 2021  | Hangzhou Smilodons  | 33:24    | Chengdu Pandaman    |
| 2021/22 | 8. Jan. 2022  | Shanghai Titans     | 27:14    | Chengdu Pandaman    |
| 2022/23 | 7. Jan. 2023  | Shanghai Wolves     | 20:08    | Hangzhou Smilodons  |
| 2023/24 | 13. Jan. 2024 | Shanghai Wolves     | 34:09    | Hangzhou Smilodons  |
| 2024/25 | 11. Jan. 2025 |                     |          |                     |

### Rangliste
| Platz | Team                | S | T | SQ      |
| ----- | ------------------- | - | - | ------- |
| 1     | Shanghai Warriors   | 3 | 4 | 75,0 %  |
| 2     | Shanghai Titans     | 2 | 6 | 33,3 %  |
| 3     | Shanghai Wolves     | 2 | 2 | 100,0 % |
| 4     | Shanghai Nighthawks | 1 | 3 | 33,3 %  |
| 4     | Hangzhou Smilodons  | 1 | 3 | 33,3 %  |
| 5     | Chongqing Dockers   | 1 | 1 | 100,0 % |
| 5     | Wuhan Berserkers    | 1 | 1 | 100,0 % |
| 8     | Chengdu Pandaman    | 0 | 2 | 0,0 %   |